# Demetriu Radu
Demetriu Radu (n. 26 octombrie 1861, Uifalău, azi Rădești, Alba – d. 8 decembrie 1920, București) a fost între 1897-1903 episcop greco-catolic al Eparhiei de Lugoj, iar în perioada 1903-1920 episcop al Eparhiei de Oradea Mare.

## Originile și studiile
Demetriu Radu s-a născut din părinți țărani la Uifalau, aflată pe atunci în comitatul Alba Inferioară (vezi Uifolo pe harta aferentă articolului despre comitat, la sud de Aiud). Și-a făcut studiile primare la franciscani în Aiud, după care a absolvit Liceul Superior din Blaj. În 1879 a fost trimis la Roma, la Institutul Sfântul Atanasiu și la Colegiul de Propaganda Fide. La Roma a studiat timp de 6 ani, la sfârșitul cărora a obținut titlul de doctor în teologie.

## În clerul greco-catolic
În anul 1885 a fost hirotonit preot la Roma. După hirotonire a plecat la București în calitate de paroh al românilor greco-catolici de acolo. La București a fost numit de către arhiepiscopul romano-catolic Paul Iosif Palma în funcția de profesor la Seminarul Teologic de la Cioplea, iar apoi director  al Seminarului Arhiepiscopal de la București, care fusese de curând creat, precum și econom general.
În două rânduri, fiind bine cunoscut și apreciat de către cercurile conducătoare ale Regatului României, a fost trimis de primul ministru de atunci Ion C. Brătianu și de regele Carol I la Vatican, în scopul aplanării unor divergențe apărute în legăturile Regatul Român și Sfântul Scaun.

## Episcop greco-catolic de Lugoj (1897-1903)
La 9 mai 1897 a fost hirotonit episcop de arhiepiscopul Victor Mihaly de Apșa, în Catedrala Sfânta Treime din Blaj. În perioada 1897-1903 Demetriu Radu a fost episcop de Lugoj, calitate în care s-a îngrijit de educația tinerilor.
În anul 1901 episcopul Demetriu Radu a dispus și sprijinit restaurarea Mănăstirea Prislop, din actualul județ Hunedoara, devenită loc de pelerinaj pentru credincioși.

## Episcop greco-catolic de Oradea Mare (1903-1920)

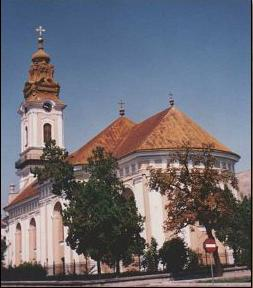
Catedrala „Sf. Nicolae” din Oradea

Episcopul Radu împreună cu sătenii din localitatea natală, 1903

Episcopului Radu i se datorează extinderea Palatului Episcopiei Greco-Catolice de Oradea. Clădirea a fost reconstruită între anii 1903-1905 după proiectele arhitectului Kámlán Rimanóczy junior. Tot episcopul Radu a refăcut domeniul de la Beiuș, casa de la Holod și reședința de la Stâna de Vale.
Episcopul Demetriu Radu a contribuit cu o importantă sumă de bani (100.000 de coroane) la construirea Bisericii Sfântul Vasile cel Mare din strada Polonă din București, în 1909.
În anul 1910 a zidit Biserica Pogorârea Spiritului Sfânt din satul natal, Rădești.
În 1912 s-a deplasat la Roma pentru a interveni la revizuirea bulei papale privitoare la înființarea Episcopiei Maghiare Greco-Catolice de Hajdúdorog.
În anul 1914 a început construcția Academiei Teologice de la Oradea, dar Primul Război Mondial, declanșat în acel an, l-a împiedicat să-și ducă până la capăt planul.
A refuzat să se facă purtătorul de cuvânt al prim-ministrului maghiar István Tisza între români, spre deosebire de alți clerici care au sprijinit autoritățile austro-ungare.
A prezidat, împreună cu Ioan Papp, episcop ortodox de Arad, și cu Gheorghe Pop de Băsești, Marea Adunare Națională de la Alba Iulia din 1 decembrie 1918. În calitate de decan al episcopatului român unit l-a îmbrățișat pe generalul român Nicolescu, sosit la Blaj în fruntea Armatei Române. La 23 mai 1919 i-a găzduit, în Palatul Episcopal de la Oradea, pe regele Ferdinand I al României și pe regina Maria.
La 1 ianuarie 1920 a participat la consacrarea arhiepiscopului mitropolit Vasile Suciu cu paliul arhiepiscopal.

## Sfârșitul vieții
A murit la 8 decembrie 1920 în atentatul cu bombă din Senatul României, atentat pus la cale de Max Goldstein și de complicii acestuia, Saul Osias și Leon Lichtblau. În afară de episcopul Demetriu Radu, ca urmare a atentatului au murit și ministrul justiției, Dimitrie Greceanu, și senatorul Spirea Gheorghiu, aceștia din urmă decedând în spital.
Episcopului Demetriu Radu i s-au făcut „funeralii naționale ca unui martir național”. A fost înmormântat în biserica ctitorită de el în localitatea natală.

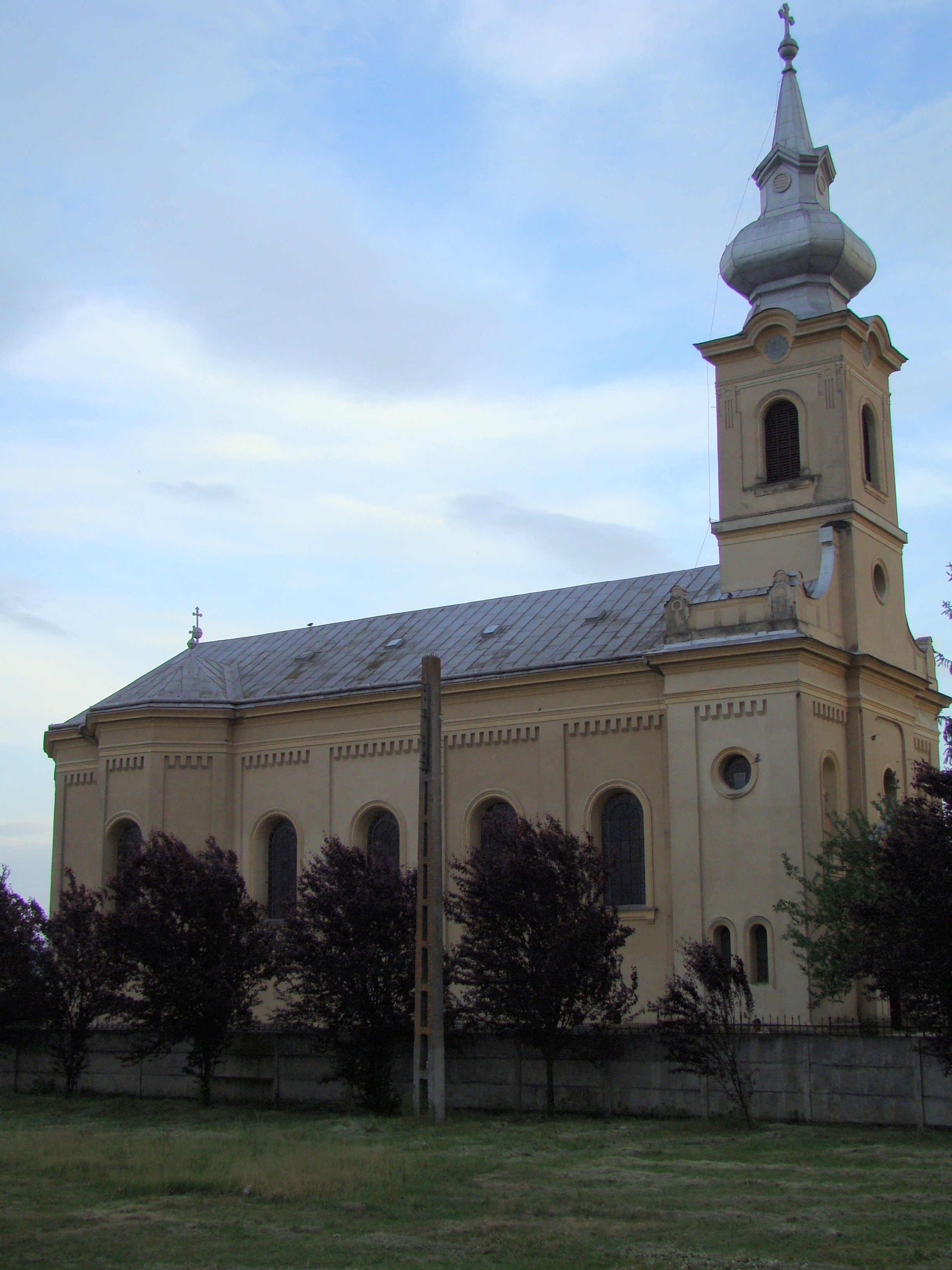
Biserica din Rădești, una din ctitoriile episcopului Demetriu Radu

## Aprecirea contemporanilor
În anii 1920, prin unirea satelor Uifalau si Tampahaza s-a constituit satul Rădești, în amintirea și pentru cinstirea episcopului Demetriu Radu care a ctitorit si biserica din centrul noului sat astfel format.